# Inge Clausen
Inge Clausen ist eine deutsche Tischtennisspielerin aus Kiel mit ihrem Leistungszenit in den 1940er Jahren. Bei der Deutschen Meisterschaft 1949 wurde sie Zweiter im Mixed.

## Werdegang
Inge Clausen spielte beim Verein Kieler TTK Grün-Weiß. Bei der Deutschen Meisterschaft 1948 holte sie Bronze im Doppel mit Schneider. Ein Jahr später, 1949, erreichte sie mit ihrem Vereinskameraden Erwin Münchow im Mixed das Endspiel, das gegen Helmuth Hoffmann/Berti Capellmann verloren ging.
1949 wurde sie dreifache Landesmeisterin von Schleswig-Holstein: Im Einzel, im Doppel mit ihrer Schwester und im Mixed mit Erwin Münchow. 1950 siegte sie im Doppel mit Gretel Peters und im Mixed erneut mit Erwin Münchow.